# 海外110

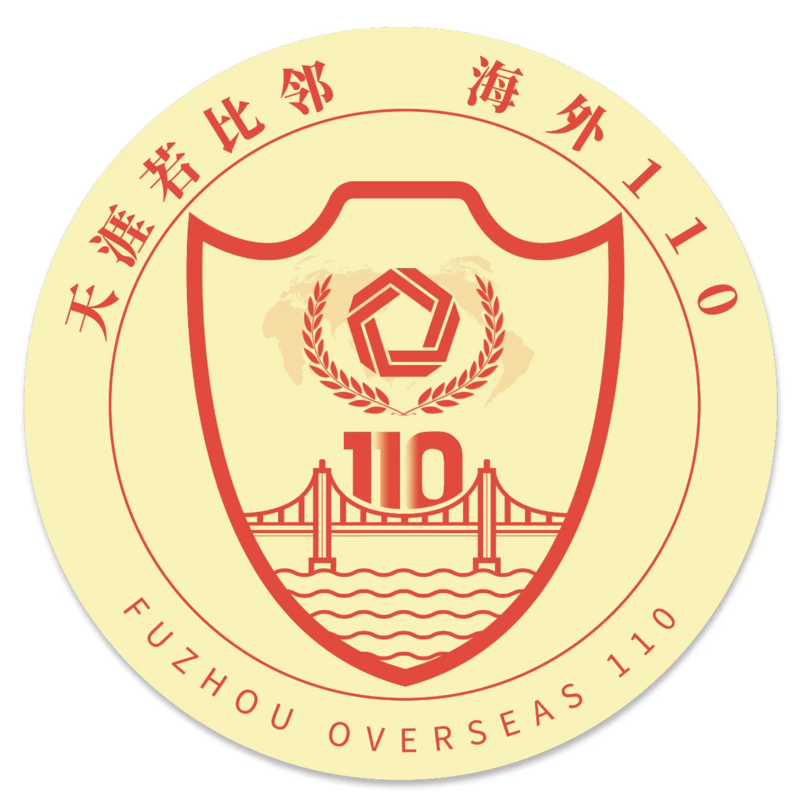
福州市公安局所用的「海外110」官方標識，於各類警僑事務的正式場合中廣泛運用。

海外110，或稱海外警務站，是中华人民共和国各省市的公安局在中華人民共和國境外设立的平台。中华人民共和国外交部发言人汪文斌称其為海外華僑華人提供包括警務協助、打擊涉僑犯罪活動、辦理證件及報告公民身份變化等一系列服務。

## 服務
中國共產黨中央委員會總書記習近平在有關僑務工作的論述中倡議公安機關國際化，以提供華人華僑公安服務等需求。2019年由浙江省青田縣公安局首先啟動試點計劃。而在2022年1月10日，即中國人民警察節兼「110宣傳日」，福建省福州市公安局開通為華人華僑提供服務的報警平台，平台提供24小時服務。並會視乎情況，引導報案者向當地警方及中國駐當地使領館報案。而福州市公安局與海外社團合作，設立「警僑事務海外服務站」，其中在加拿大多倫多的「海外服務站」設在民居、以華人商家為主的購物中心和當地華人社團的辦公室中，被當地華僑視為福州公安局的派出所。
2022年9月6日福州市公安局在新聞發布會宣佈擴展「海外110」服務範圍，在福州法務區服務中心及微信手機端提供「僑胞服務專窗」，並可用電話、微信和郵件報警求助。報導指，其中分屬於福州市公安局的「警僑事務海外服務站」佔38個。福州市副市長兼公安局局長王錫章表示，截至2022年6月，分屬於福州市公安局的「海外110」已受理來自88個國家和地區2000餘件報警求助個案。根據官方提供的「福州警僑事務海外服務站名單（第一批）」顯示，中國已在法國、西班牙、加拿大、巴西、阿根廷、美國、英國、匈牙利、希臘、萊索托、尼日利亞、烏茲別克、捷克、蒙古、智利、葡萄牙、厄瓜多爾、汶萊、日本、荷蘭和愛爾蘭等國設立「海外服務站」。

## 爭議

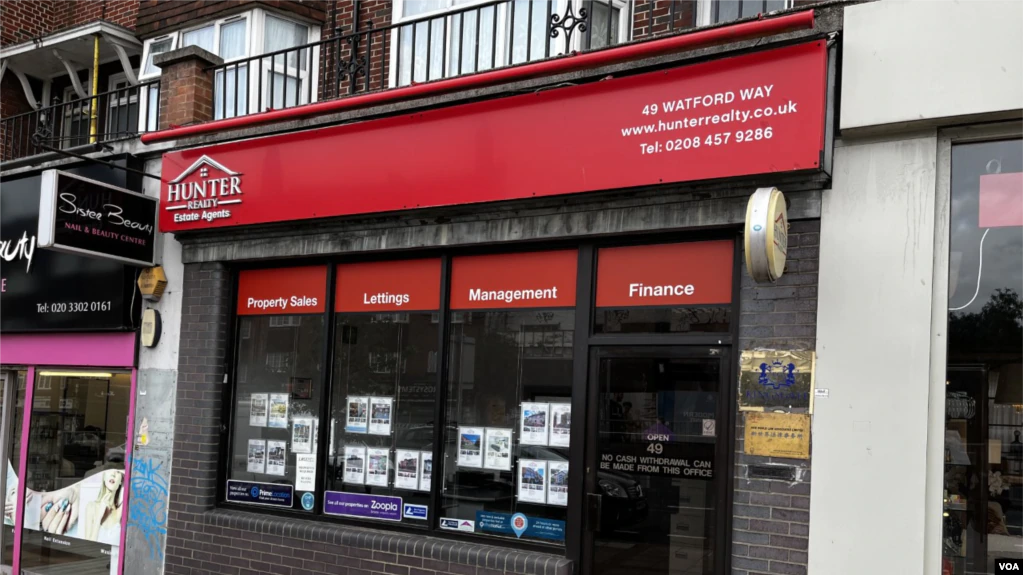
英國一所被「保護衛士」指控為「警僑事務海外服務站」的商店

2022年，人权组织「保護衛士」指控其被用于騷擾與噤聲異議人士、收集情報等活动。截至2022年11月，該平台已在五大洲21個國家華僑定居點設立102個「警僑事務海外服務站」。2024年4月16日「保護衛士」發布新的調查報告，稱中共在至少53個國家建立了102個「海外110」聯絡站。
總部位於西班牙的非政府國際人權組織「保護衛士」于2022年9月發表題爲《海外110 不受控的中国跨国犯罪打击》的報告稱，所謂「警僑事務海外服務站」表面上為華僑辦理行政事務，實際上是執行中國公安在海外的行動，包括監控、追捕和威脅流亡的中國異見人士及收集情報。其設施並沒有向當地政府申報，而「海外服務站」內工作人員大多是中國前軍人以及情報部門的前僱員。據報告指，中國針對目標在國內的家庭成員進行騷擾或剝奪目標子女在中國接受教育的權利，威迫目標回國。由2021年4月至2022年7月之間的15個月內已約有230000名中國公民被迫遣返。而除了54個實體「海外服務站」外，也可能有更多未發現的站點。報告批評「海外服務站」使在國外的華僑完全暴露在中國警方的法外威脅之下，使其得不到當地國內法和國際法的保護。同年12月，保護衛士宣布发现另外48个中国海外警察局的地点，使发现的站點总数达至上百。
“保护卫士”2024年4月16日发布了调查报告《追逐“猎狐行动”》(Chasing Fox Hunt)，披露中共正在扩大非法的海外警务行动，跨国镇压异议人士，实施所谓的跨境追捕遣返。报告根据中纪委的正式书面法律解释，带领读者了解这些行动的幕后故事。
中国外交部发言人汪文斌在回答相关问题时表示所谓的“国外警察站”，其实是涉侨事务海外服务站。

### 國際反應
「警僑事務海外服務站」隨報告曝光之後，引起設施所在的當地政府和政治人物關注。在加拿大，皇家加拿大騎警已經啟動調查「海外服務站」是否涉嫌違法；荷蘭外交部表示荷蘭司法和安全部長及外交部長認真看待「保護衛士」報告，稱中國未正式通知荷蘭有「海外服務站」存在，如對其行為指控屬實，無疑是「非法機構」，並會在調查後採取適當行動。其後荷蘭外交部長沃普克·胡克斯特拉證實「海外服務站」並沒有徵得荷蘭方面許可，下令中國大使立即關閉相關機構。日本也在2022年12月对中国海外警察局发起调查。
在愛爾蘭，外交部長西蒙·科文尼表示就都柏林「海外服務站」向中國大使館尋求答案，並稱愛爾蘭政府正在審查其是否遵守了國內和國際法律。而在審查過後，愛爾蘭外交部下令中國大使館關閉「海外服務站」；英國政府發言人表示對中國利用「海外服務站」鎮壓異見人士的報導感到擔憂，而英國國會議員們要求對這一指控進行緊急調查。英国官员表示会调查中国是否有在英国境内营运海外警署的問題。
德國黑森州內政部發言人表示，德國政府正在調查中國是否在法蘭克福設立了一個非法的域外警察局。12月9日，德国政府在回答一名德国议员的书面问题时承认中国在德国是有两个"警察局"；西班牙內政部表示正在調查此事，《西班牙郵報》引用一位不願透露姓名的中國外交部駐上海官員，談論威脅流亡的中國異見人士歸國是因為「雙邊條約非常繁瑣，歐洲不願引渡中國人。我看不出用中國法律所包含的所有保障來迫使犯罪分子面對正義有什麼問題。」
在美國，自「保護衛士」的報告發表後，位於紐約長樂公會會址的「海外服務站」已經停擺，據訪問當地僑領指海外服務站「什麼都可以報警嘛，從事賣國行動也要報啊」。而美國國稅局正搜查相關僑民組織偷稅、漏稅的證據。与此同时，在美国参加海外110的美国公民面临叛国罪的刑事指控，而其他的外国人将被驱逐出境。
保护卫士表示中国在海外设立的102个“警务服务中心”中的11站點位於意大利。12月19日，意大利內政部部長表示，将不會允许中国警察到意大利参与联合巡逻，这种合作将不再繼續。兩國在2016至2019年进行的聯合執法，自新冠疫情后已暂停。
11月，保护卫士稱新发现中方在包括韩国在内的48个地方設有警察站。中方的国外警察站分布于53个国家，共102个。12月20日，韓國政府表示军警反间谍组织和外交部等相关政府部门同步出动調查。如果事实调查结果显示中方在韩国设有“秘密警察站”，可能对两国关系产生重大影响，因為中方此舉侵犯主权和妨碍司法公正。
2023年4月17日，美国司法部宣布逮捕两名涉嫌代表福州市公安局在纽约曼哈顿唐人街开设海外“秘密警察站”的美国公民，分别为61岁的卢建旺（音，“Harry” Lu Jianwang）和59岁的陈金平（音，Chen Jinping）。根据美国司法部声明，卢建旺于2022年初协助北京当局设立警察站，协助北京执行各种针对异见人士的秘密任务。中国驻美及驻加拿大大使馆表示，这些地点是涉侨事务“海外服务站”，在新冠疫情大流行期间开设，以协助海外侨民进行驾驶执照更新等事务。
2023年5月14日，有加拿大官员表示中国海外警察站的数量可能比原先预期得要多。5月15日，中國外交部发言人汪文斌表示，海外警察站根本不存在。

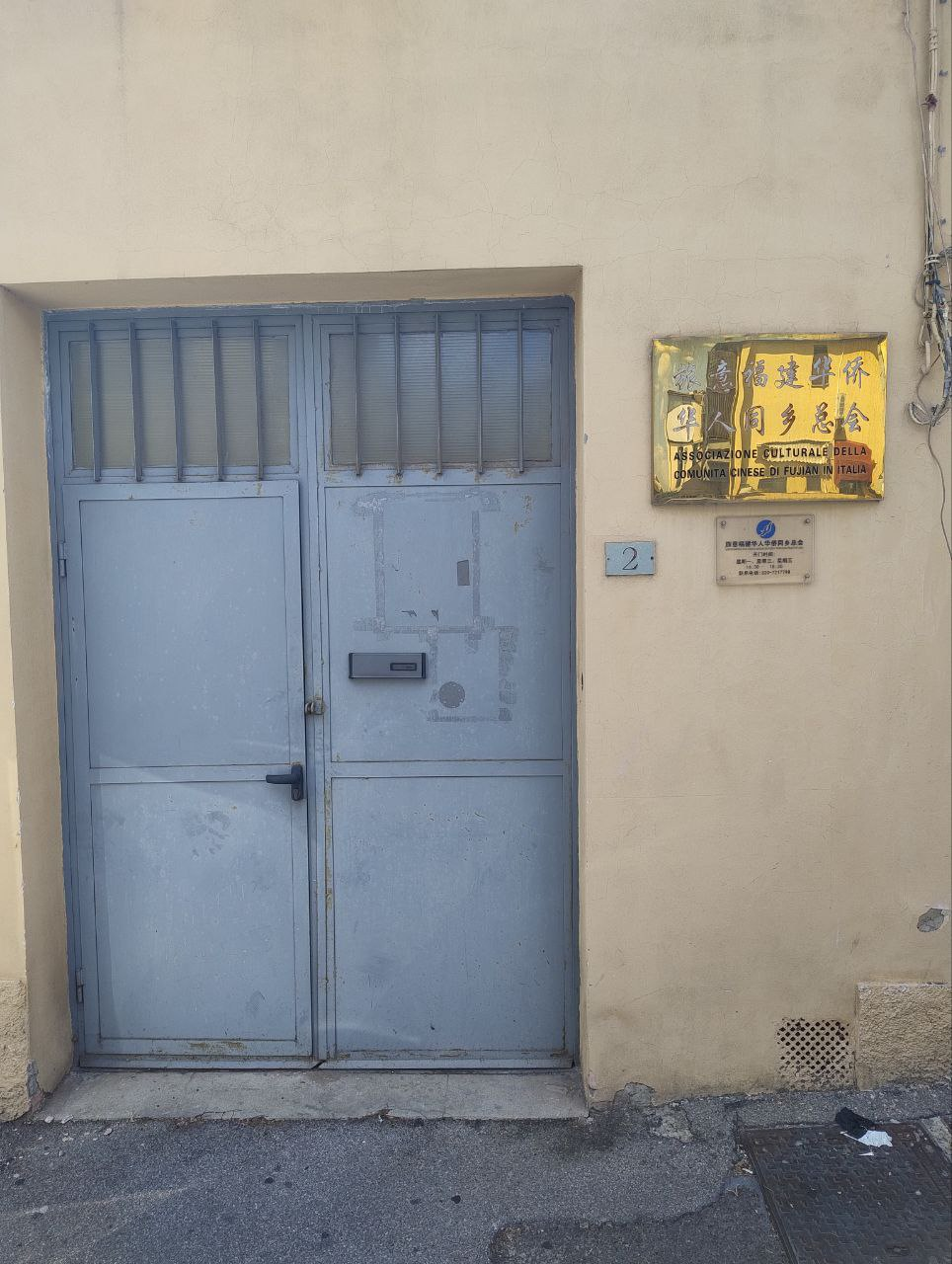
位于意大利中部城市普拉托的旅意福建华侨华人同乡总会，保护卫士披露该处是福州市公安局在意大利的海外联络站。

根据保护卫士披露的信息，意大利是中国海外警察局设立据点最多的国家，共计高达11处。意大利内政部已启动调查，中国大使馆的联络官被要求对非官方存在的中国警察局作出解释。
意大利内政部长马泰奥·皮安泰多西（Matteo Piantedosi）表示，由于中国在海外设立所谓“警务服务站”引发关切，意大利政府决定终止让中国警察在意大利领土上与意大利警察一道进行“联合巡逻”。
2023年6月6日，英國政府指中國駐英大使館已回覆英方，表示已經關閉在英國境內的「警察服務站」。不過中國駐倫敦大使館則表示「根本不存在所謂的『海外警察站』」。
自2022年11月开始，倫敦警察廳分别对位于伦敦克罗伊登和伦敦亨顿的两家被非政府组织保护卫士列为“秘密警察站”的地点展开了调查，称“没有发生任何犯罪活动”，并表示不会采取进一步行动。其中一个受调查地点是位于克罗伊登的通吃网（英語：All Eat App）办公室，其创始人林瑞友（英語：Ruiyou lin）称相关指控为谣言，并对其身体状态、公司和生意均造成了负面影响。林瑞友亦表示他帮助中国公民重新申请驾驶执照，这与中国驻美及驻加拿大大使馆所称的“海外服务站”服务范围相同。
2023年9月聯邦調查局長克里斯托弗·雷受傳媒訪問時表示，聯邦機搆為應對中國機構廣泛透過接觸個體蒐集美方情報的活動，正開展及擴大內部反情報調查行動，应对來自中國情報部門的威脅，這些調查涉及以海外警務站为基础展开的監視和騷擾住在美國的中國異見人士等。

## 地点
| 編號  | 國家       | 城市                             | 洲別   | 負責公安局 | 活躍時間 | 來源                 |
| ----- | ---------- | -------------------------------- | ------ | ---------- | -------- | -------------------- |
| BRN01 |            | 斯里巴加灣C                      | 亞洲   | 福州       | 不詳     | [ 40 ]               |
| IDN01 | 印度尼西亞 | 雅加達C                          | 亞洲   | 南通       | 2016-?   | [ 40 ] [ 41 ]        |
| KHM01 | 柬埔寨     | 金邊C                            | 亞洲   | 青田       | 不詳     | [ 40 ]               |
| KHM02 | 柬埔寨     | 不詳                             | 亞洲   | 南通       | 2016–?   | [ 42 ]               |
| JPN01 | 日本       | 東京C                            | 亞洲   | 福州       | 不詳     | [ 40 ]               |
| KOR01 |            | 首爾C                            | 亞洲   | 南通       | 不詳     | [ 40 ] [ 44 ]        |
| MNG01 | 蒙古国     | 烏蘭巴托C                        | 亞洲   | 福州       | 不詳     | [ 40 ]               |
| UZB01 |            | 錯誤：語言代碼「Sirdaryo」不存在 | 亞洲   | 福州       | 不詳     | [ 40 ]               |
| MMR01 | 緬甸       | 仰光                             | 亞洲   | 南通       | 2016–?   | [ 42 ] [ 40 ] [ 45 ] |
| MMR02 | 緬甸       | 不詳                             | 亞洲   | 萊陽       | 不詳     | [ 42 ]               |
| AUS01 |            | 悉尼                             | 大洋洲 | 溫州       | 2018–?   | [ 42 ]               |
| AUT01 | 奥地利     | 維也納C                          | 歐洲   | 青田       | 不詳     | [ 40 ]               |
| CZE01 | 捷克       | 布拉格C                          | 歐洲   | 福州       | 不詳     | [ 40 ] [ 46 ]        |
| CZE02 | 捷克       | 布拉格C                          | 歐洲   | 青田       | 不詳     | [ 40 ] [ 46 ]        |
| FRA01 | 法國       | 巴黎C                            | 歐洲   | 福州       | 不詳     | [ 40 ]               |
| FRA02 | 法國       | 巴黎C                            | 歐洲   | 福州       | 不詳     | [ 40 ]               |
| FRA03 | 法國       | 巴黎C                            | 歐洲   | 青田       | 不詳     | [ 40 ]               |
| DEU01 | 德国       | 法蘭克福                         | 歐洲   | 青田       | 不詳     | [ 40 ]               |
| GRC01 | 希腊       | 雅典C                            | 歐洲   | 福州       | 不詳     | [ 40 ]               |
| HUN01 | 匈牙利     | 布達佩斯C                        | 歐洲   | 福州       | 不詳     | [ 40 ]               |
| HUN02 | 匈牙利     | 布達佩斯C                        | 歐洲   | 青田       | 不詳     | [ 40 ]               |
| IRL01 | 爱尔兰     | 都柏林C                          | 歐洲   | 福州       | 2022     | [ 40 ]               |
| ITA01 | 義大利     | 羅馬C                            | 歐洲   | 青田       | 不詳     | [ 40 ]               |
| ITA02 | 義大利     | 佛羅倫斯                         | 歐洲   | 青田       | 不詳     | [ 40 ]               |
| ITA03 | 義大利     | 米蘭                             | 歐洲   | 青田       | 不詳     | [ 40 ]               |
| ITA04 | 義大利     | 普拉托                           | 歐洲   | 福州       | 不詳     | [ 40 ] [ 42 ]        |
| ITA05 | 義大利     | 威尼斯                           | 歐洲   | 青田       | 不詳     | [ 40 ] [ 47 ]        |
| NLD01 | 荷蘭       | 阿姆斯特丹C                      | 歐洲   | 麗水       | 2018–?   | [ 48 ]               |
| NLD02 | 荷蘭       | 阿姆斯特丹C                      | 歐洲   | 青田       | 不詳     | [ 40 ]               |
| NLD03 | 荷蘭       | 鹿特丹                           | 歐洲   | 福州       | 不詳     | [ 40 ]               |
| NLD04 | 荷蘭       | 鹿特丹                           | 歐洲   | 麗水       | 2018–?   | [ 48 ]               |
| PRT01 | 葡萄牙     | 里斯本C                          | 歐洲   | 青田       | 不詳     | [ 40 ]               |
| PRT02 | 葡萄牙     | 豐沙爾                           | 歐洲   | 福州       | 不詳     | [ 40 ]               |
| PRT03 | 葡萄牙     | 波圖                             | 歐洲   | 福州       | 不詳     | [ 40 ]               |
| SRB01 | 塞爾維亞   | 貝爾格萊德C                      | 歐洲   | 青田       | 不詳     | [ 40 ]               |
| SVK01 | 斯洛伐克   | 布拉迪斯拉發C                    | 歐洲   | 青田       | 不詳     | [ 40 ]               |
| ESP01 | 西班牙     | 馬德里C                          | 歐洲   | 福州       | 不詳     | [ 40 ]               |
| ESP02 | 西班牙     | 馬德里C                          | 歐洲   | 福州       | 不詳     | [ 40 ]               |
| ESP03 | 西班牙     | 馬德里C                          | 歐洲   | 青田       | 不詳     | [ 40 ]               |
| ESP04 | 西班牙     | 巴塞隆拿                         | 歐洲   | 福州       | 不詳     | [ 40 ]               |
| ESP05 | 西班牙     | 巴塞隆拿                         | 歐洲   | 福州       | 不詳     | [ 40 ]               |
| ESP06 | 西班牙     | 巴塞隆拿                         | 歐洲   | 青田       | 不詳     | [ 40 ]               |
| ESP07 | 西班牙     | 聖地牙哥                         | 歐洲   | 青田       | 不詳     | [ 40 ]               |
| ESP08 | 西班牙     | 華倫西亞                         | 歐洲   | 福州       | 不詳     | [ 40 ]               |
| ESP09 | 西班牙     | 華倫西亞                         | 歐洲   | 青田       | 不詳     | [ 40 ]               |
| SWE01 | 瑞典       | 斯德哥爾摩C                      | 歐洲   | 青田       | 不詳     | [ 40 ]               |
| UKR01 | 乌克兰     | 敖德薩                           | 歐洲   | 青田       | 不詳     | [ 40 ]               |
| GBR01 | 英国       | 倫敦                             | 歐洲   | 福州       | 不詳     | [ 40 ]               |
| GBR02 | 英国       | 倫敦                             | 歐洲   | 福州       | 不詳     | [ 40 ] [ 49 ]        |
| GBR03 | 英国       | 格拉斯哥                         | 歐洲   | 福州       | 不詳     | [ 40 ]               |
| CAN01 | 加拿大     | 多倫多                           | 北美   | 福州       | 不詳     | [ 40 ]               |
| CAN02 | 加拿大     | 多倫多                           | 北美   | 福州       | 不詳     | [ 40 ]               |
| CAN03 | 加拿大     | 多倫多                           | 北美   | 福州       | 不詳     | [ 40 ]               |
| USA01 | 美国       | 紐約                             | 北美   | 福州       | 不詳     | [ 40 ]               |
| ARG01 | 阿根廷     | 布宜諾斯艾利斯                   | 南美   | 福州       | 不詳     | [ 40 ]               |
| BRA01 | 巴西       | 里約熱內盧                       | 南美   | 青田       | 不詳     | [ 40 ]               |
| BRA02 | 巴西       | 聖保羅                           | 南美   | 福州       | 不詳     | [ 40 ]               |
| CHL01 | 智利       | 比尼亚德尔马                     | 南美   | 福州       | 不詳     | [ 40 ]               |
| ECU01 |            | 基多C                            | 南美   | 福州       | 不詳     | [ 40 ]               |
| ECU02 |            | 瓜亞基爾                         | 南美   | 青田       | 不詳     | [ 40 ]               |
| AGO01 | 安哥拉     | 不詳                             | 非洲   | 南通       | 不詳     | [ 40 ]               |
| ETH01 | 衣索比亞   | 不詳                             | 非洲   | 南通       | 不詳     | [ 40 ]               |
| MDG01 | 马达加斯加 | 安塔那那利佛C                    | 非洲   | 南通       | 不詳     | [ 40 ]               |
| LSO01 | 賴索托     | 马塞卢C                          | 非洲   | 福州       | 不詳     | [ 40 ]               |
| NGA01 | 奈及利亞   | 贝宁城                           | 非洲   | 福州       | 不詳     | [ 40 ]               |
| NGA02 | 奈及利亞   | 不詳                             | 非洲   | 南通       | 不詳     | [ 40 ]               |
| ZAF01 | 南非       | 約翰尼斯堡                       | 非洲   | 福州       | 不詳     | [ 40 ]               |
| ZAF02 | 南非       | 約翰尼斯堡                       | 非洲   | 溫州       | 不詳     | [ 40 ]               |
| ZAF03 | 南非       | 不詳                             | 非洲   | 南通       | 不詳     | [ 40 ]               |
| TZA01 | 坦桑尼亚   | 三蘭港                           | 非洲   | 青田       | 不詳     | [ 40 ] [ 50 ]        |
| ZMB01 | 尚比亞     | 不詳                             | 非洲   | 南通       | 2016–?   | [ 42 ] [ 40 ]        |

## 外部鏈結
- （简体中文）《海外110—不受控的中国跨国犯罪打击》 （页面存档备份，存于） — 保护卫士
- 福州公安海外110 （页面存档备份，存于）
- 230,000 Chinese "persuaded to return" from abroad, China to establish Extraterritoriality （页面存档备份，存于）
- Chinese overseas police service stations tied to illegal policing in Madrid and Belgrade （页面存档备份，存于）